# Behice Tezçakar Özdemir
Behice Tezçakar-Özdemir (* 31. März 1979 in Istanbul) ist eine türkische Autorin, Historikerin, Expertin für osmanische Schriften und Industriegeschichte sowie Lektorin für Geschichte an der Türkisch-Deutschen Universität in Istanbul.

## Leben und Wirken
Behice Tezcakar wurde in Istanbul geboren und ist am Bosporus aufgewachsen. Sie entwarf Karikaturen, die sie humorvoll mit ernsthaften Texten interpretierte, und begann mit dem Schreiben bereits in der Kindheit mit einer Skizze für das Nachbarschaftstheater.
Behice Tezcakar besuchte die Çengelköy Primary School und die Kandilli Girls High School. Anschließend absolvierte sie die Istanbul Bilgi Universität, die sie mit einem Erfolgsstipendium, als Top-Studentin der Fakultät für Naturwissenschaften und Literatur im Jahr 2004 abschloss. Danach absolvierte sie die Abteilung für Geschichte der Universität Boğaziçi mit einem Master-Abschluss. Sie erhielt ihren B. A. in Geschichte als Jahrgangsbeste der Istanbul Bilgi University. Sie erhielt den Master-Abschluss von der Abteilung für Geschichte an der Boğaziçi-Universität.
Behice Tezcakar spezialisierte sich auf die türkisch-deutschen Arbeitsbeziehungen und Rollen von deutschen Unternehmen und Firmen während der industriellen Entwicklung osmanischer Gebiete, einschließlich der heutigen Türkei, des Nahen Ostens und des Balkan. Ihre Publikation Entdeckung von Öl in den Köpfen und Ländern des Osmanischen Reiches erschien 2009. Özdemir ist Co-Autorin für Daheim in Konstantinopel – Deutsche Spuren am Bosporus ab 1850 (türkisch: Memleketimiz Dersaadet 1850'den itibaren Boğaziçi’nde Alman izleri), herausgegeben vom Palm und Enke Verlag in Deutschland (2013).
Ihr Buch „Geschichte von Siemens vom Imperium bis zur Republik – Im Lichte von Dokumenten aus dem Staatsarchiv“ (türkisch: İmparatorluk’tan Cumhuriyet’e Siemens Tarihi-Devlet Arşivlerinden Belgelerle) wurde zum 160-jährigen Jubiläum von Siemens (2016) veröffentlicht. In dieser Arbeit sind die verschiedenen Gebiete des Osmanischen Reiches wie Konstantinopel, Bagdad, Basra, Fao, Sudan, Mosul, Aleppo, Tripolis, Rhodos, Thessaloniki im Namen der industriellen Aktivitäten in verschiedenen Sektoren wie Kommunikation, Mobilität, Energie und Industrie, Verteidigung, Städte und Gebäudetechnik, Mensch, Ressourcen sowie Gesundheitswesen enthalten.
2018 leitete sie das Forschungsprojekt von Thyssen Krupp, das die Verteidigungs-, Eisen- und Stahlindustrie der Deutschen durch die Gesellschaft von Thyssen Krupp in osmanischen Ländern (auf dem Balkan, in Kleinasien, im Nahen Osten und Nordafrika), während der preußischen Zeit untersuchte. Sie erstellte einen Untersuchungsbericht für die Firma BASF zur Aktivität der deutschen chemischen Industrie in der osmanischen Zeit.
Die Autorin, die ihre Forschungen auf Archivdokumente stützt, kennt sowohl die Osmanische als auch die Bürokratiesprache der damaligen Staatsverwaltung. Behice Tezcakar ist Gründerin und geschäftsführende Herausgeberin von Atlas Tarih (Atlas History Magazin) von Doganburda Publishing, dem Medienunternehmen der Hürriyet Newspaper in Istanbul.
Tezcakar verfasste bisher (Stand 2020) 80 Artikel für verschiedene Magazine und Zeitungen wie Hürriyet, Milliyet, Radikal und Yapı Kredi Cogito, Atlas Tarih. Darüber hinaus hat sie drei türkische Geschichtsbücher zur Thematik Mehmed der Eroberer, Suleyman der Prächtige und Abdülhamid IIverfasst.
Behice Özdemir ist Mitglied des Darüşşafaka Yüksek İstişare Kurulu (Darüşşafaka Advisory Board), eines Gymnasiums für Waisenkinder in Istanbul. Sie hält Vorträge an der Türkisch-Deutschen Universität (TDU) in Istanbul und engagiert sich für den deutsch-türkischen Dialog.

## Ehrungen und Auszeichnungen
Neben dem Yaşar Nabi Nayır Poetry Prize des Varlık Magazine 2009 hat die Autorin weitere Auszeichnungen für ihre Gedichte und Drehbücher erhalten.

## Publikationen (Auswahl)
- History of Siemens from Empire to Republic – In the Light of Documents from State Archives, Behice Tezçakar Özdemir, published by Siemens AG, 430 pages, 32 cm × 27 cm (dimensions), 2016.
- Discovery of Oil in the Minds and Lands of the Ottoman Empire, published by Lambert Academic Publishing, 2009.
- Daheim in Konstantinopel-Deutch Spuren am Bosporus ab 1850, co-writers: Tezcakar-Özdemir, Behice; Münch, Ulrich; Böhme, Sabine; Kreiser, Klaus;Fuhrmann, Malte; Pauw, Erald; Pschichholz, Christin; Eldem, Edhem; Neumann, Christoph K.; Araci, Emre; Feiland, Christian; Bartsch, Patrick; Winkler, Elisabeth, published by Pagma Verlag in Germany, 2013.
- History of Thyssen Krupp in Ottoman Empire, 2018 (in publishing process). İştahsız Yalnızlık, Bulut Publishing, 2010.
- Sultan of the Age of Emergency – II.Abdülhamid / Acil Durum Padişahı, Eğlenceli Tarih, Timaş, İstanbul, 2009. (11. Auflage 2020).
- Suleyman the Magnificent – Kanuni / Muhteşem Süleyman, Eğlenceli Tarih, Timaş, İstanbul: 2006. (15. Auflage 2020).
- Fatih the Conqueror – Dahi Fatih’in Muhteşem Fethi, Eğlenceli Tarih Serisi, Timaş, İstanbul: 2006 (15. Auflage 2020).